# Aprostocetus fabicola
Aprostocetus fabicola är en stekelart som först beskrevs av Camillo Rondani 1877.  Aprostocetus fabicola ingår i släktet Aprostocetus och familjen finglanssteklar. Arten är reproducerande i Sverige. Inga underarter finns listade i Catalogue of Life.